# Motore V3

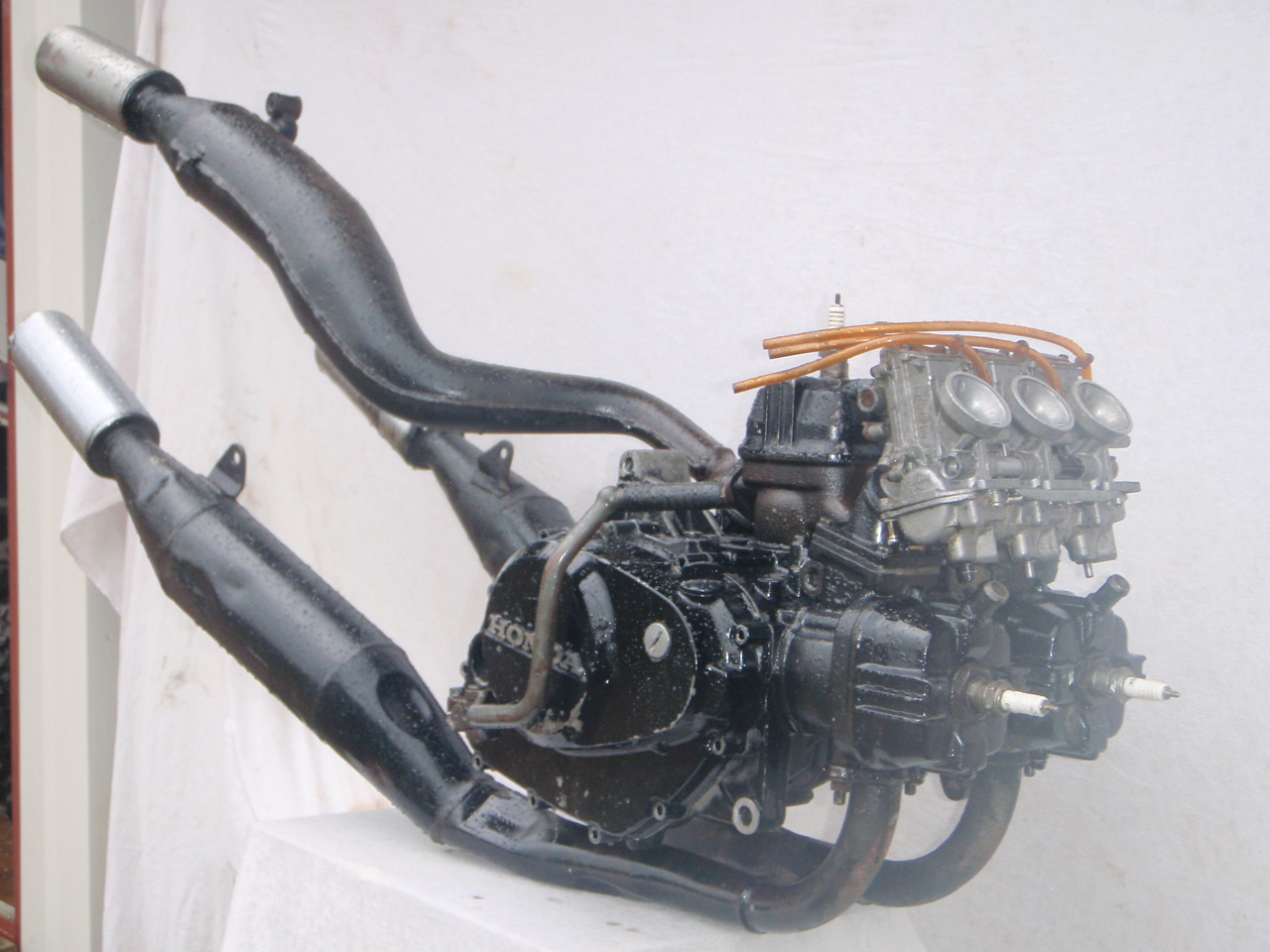
Motore a due tempi di una Honda MVX 250F

Il motore V3 è un motore a V con due cilindri in una bancata e un cilindro nell'altra. È una configurazione rara, che è stata utilizzata principalmente nei motori a due tempi per le motociclette che gareggiano nei Gran Premi.

## Storia e descrizione
Il primo esempio è stato il DKW 350 RM del 1955. La Suzuki RP68 del 1968 era destinata a competere nella stagione dell'anno, tuttavia un cambio di regola che imponeva ai motori monocilindrici significava che la RP68 da 50c3 non ha mai corso.
Honda in seguito ha ripreso il layout delle motociclette da corsa Honda NS5000/NSR500 Grand Prix 1982-1984. Le Honda MVX 250F del 1983-1984 e Honda NS400R del 1985-1987  utilizzavano motori a due tempi con configurazione V3.
Un layout correlato era il motore W3, anche se questo posizionava tutti e tre i cilindri sullo stesso piano, ma nessuno di loro sulla stessa banca. Questo è stato utilizzato per il motore Anzani a quattro tempi del 1905–1915, che è stato utilizzato in applicazioni di moto e aerei.